# Widłogonek fioletowoczelny
Widłogonek fioletowoczelny (Thalurania glaucopis) – gatunek małego ptaka z rodziny kolibrowatych (Trochilidae), zamieszkujący wschodnią część Ameryki Południowej. Nie wyróżnia się podgatunków.
WyglądLekko zakrzywiony, czarny dziób. Samiec – czapeczka fioletowa, grzbiet zielony. Spód ciała złotozielony, ogon rozwidlony, stalowoniebieski. Samica – spód ciała szarawobiały. Widoczne zielone plamy na bokach i ciemnoniebieskim ogonie.
RozmiaryDługość ciała 8–11 cm. Masa ciała: samce 4–6,1 g, samice 4–5 g.
ZasięgPołudniowo-wschodnia Brazylia, wschodni Paragwaj, północno-wschodnia Argentyna, być może północny Urugwaj.
ŚrodowiskoDziewicze lasy i ich obrzeża, zarośla; spotykany także w podmiejskich parkach i ogrodach, a niekiedy nawet w centrach miast. Występuje od okolic poziomu morza do 850 m n.p.m.
PożywienieŻywi się nektarem wielu gatunków roślin zarówno naturalnie występujących, jak i introdukowanych; zjada też drobne owady, w tym muchówki i motyle. Żeruje od niskich warstw podszytu po korony drzew.
StatusMiędzynarodowa Unia Ochrony Przyrody (IUCN) uznaje widłogonka fioletowoczelnego za gatunek najmniejszej troski (LC – least concern) nieprzerwanie od 1988 roku. Całkowita liczebność populacji nie została oszacowana; w 1996 roku opisywany był jako „pospolity”. Trend liczebności populacji oceniany jest jako spadkowy ze względu na utratę siedlisk leśnych.